# Крістель Неан
Крістель Неан (фр. Christelle Néant; нар. 18 листопада 1978) — проросійська французька блогерка, пропагандистка. Описує себе як «журналістка» на Донбасі вона, з 2016 року ретранслює російську пропаганду, головним чином щодо російсько-української війни, очолюючи свій сайт «Donbass Insider». Підтримує путінський режим та війну Росії проти України.
З вересня 2016 року внесена до бази даних центру «Миротворець» через свою пропагандистську діяльність на окупованих територіях Донецької області.

## Біографія

### Юність та професійні початки
Крістель Неан народилася 18 листопада 1978 року у Паризькому регіоні.
Вона починала як веб-майстер, ймовірно, працюючи приблизно у 2005 році в Асоціації торговців та промисловості Арлона. Вона також працювала в люксембурзькому бізнес-журналі Paperjam+Delano Business Guide. Потім вона стала ком'юніті-менеджером.
Саме під час хімічної атаки в Гуті, скоєної сирійським режимом Башара Асада, вона зацікавилася російськими ЗМІ, які потім знайшла «надійніший» з цього питання. Останні звинувачують повстанців у відповідальності за напад, що спростовується висновками розслідувань ООН, а також Bellingcat, які дійшли висновку, що сирійський режим несе відповідальність.

### Поселення на Донбасі
З 2014 року вона стежила за подіями в Україні та зацікавилася Євромайданом. У 2015 році вирішила поїхати на Донбас, що й зробила, оселившись у Донецьку в березні 2016 року, та почала висвітлювати війну на Донбасі на боці сепаратистів Донецької Народної Республіки. Через кілька місяців після приїзду вона отримала паспорт від цієї організації. Її найняло інформаційне агентство самопроголошеної республіки ДОНі, яке представило її як «француженка, яка співпрацює» до офіційної прес-служби. Вона готує відеорепортажі, в яких з'являється у формі та передає «сепаратистську пропаганду» місцевих органів влади.
У листопаді 2018 року Крістель Неан була частиною групи «міжнародних спостерігачів» під час виборів на окупованих територіях Донецької області, які міжнародна спільнота назвала незаконними, разом із ультраправими обраними посадовцями. Вона також виступає посередником в організації поїздок, зокрема для політичних діячів, на територію так званої ДНР. Того року вона визначила себе як «правозахисник».

### Дезінформаційна діяльність
У 2018 році вона створила Donbass Insider, який публікує статті англійською, французькою та "Вебсайт"відновлює […] комунікацію Володимира Путіна щодо вторгнення в Україну", зокрема щодо оголошених цілей «демілітаризації» та «денацифікації» країни. Повідомлення Крістель Неан у соціальних мережах транслюються через офіційні акаунти посольства Росії у Франції, що сприяє їхньому поширенню. Вона регулярно з'являється на каналі RT (колишній Russia Today), що фінансується Кремлем та іншими російськими державними ЗМІ. Вона отримала російське громадянство у 2021 році.
У 2022 році вона була однією з 12 інфлюенсерів, визначених Інститутом стратегічного діалогу, що спеціалізується на аналізі соціальних мереж, які створювали та поширювали дезінформаційний контент щодо конфлікту в Україні та які «мають сукупну аудиторію в 2 мільйони осіб». Серед цих впливових осіб є дві француженки: Крістель Неан та Анн-Лор Боннель, які беруть участь у «запереченні воєнних злочинів». Крістель Неант використовує свої навички менеджера спільноти для роботи над своїм сайтом, оптимізуючи його SEO, щоб покращити видимість Donbass Insider.
19 липня 2023 року її прийняв Володимир Путін у Кремлі. Це свідчить про його підтримку ініціативи щодо створення прес-агентства, яке «об'єднало б американських, канадських або європейських „журналістів“», призначеного для боротьби із «західною пропагандою».
Станом на 2023 рік, на її каналі YouTube було 38 тис. підписників, а на її Telegram-каналі — 34 тис.